# Rhabdoviridae
Als Rhabdoviren (griech.: rhabdos – Stab) bezeichnet man die Viren der Familie der Rhabdoviridae. Vertreter dieser Familie haben Wirbeltiere, Insekten oder Pflanzen als Wirt. All diese Viren sind behüllte Einzel(−)-Strang-RNA-Viren = ss(-)RNA, meist stäbchenförmig, zylindrischer Gestalt.

## Merkmale

Querschnitt durch ein Virion der Familie Rhabdoviridae

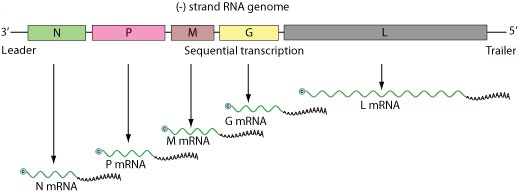
Genomkarte der Familie Rhabdoviridae

Die Virionen der Rhabdoviridae sind etwa 75 nm breit und 180 nm lang.
Die äußere Hülle von Rhabdoviren besteht aus Proteinen, die meist mit kleinen Härchen versehen sind. Die Härchen dienen dem Virus, um in die Zellen einzudringen, was vermutlich durch Endocytose geschieht.
Der Kern von Rhabdoviren besteht aus einem RNA-Einzelstrang negativer Polarität, d. h. er ist komplementär zur mRNA.
Rhabdoviren sind umhüllt und haben helikale Nukleokapside, und ihre Genome sind linear, etwa 11–15 kb lang.
Rhabdoviren besitzen typischerweise Gene für fünf Proteine: ein großes Protein (L), Glykoprotein (G), Nukleoprotein (N), Phosphoprotein (P) und Matrixprotein (M).
Die Sequenz dieser Protein-Gene vom 3'-Ende zum 5'-Ende im Genom ist N-P-M-G-L.

## Systematik
Zu den Rhabdoviren gehören u. a. die für den Menschen wichtigsten Gattungen der Vesiculoviren und der Lyssaviren.
Gemäß International Committee on Taxonomy of Viruses (ICTV) setzt sich die Familie mit Stand 4. April 2024 wie folgt zusammen:
Familie Rhabdoviridae
| ● | Unterfamilie Alpharhabdovirinae mit Bas-Congo-Virus, Mokola-Virus, Rabies-Virus (Tollwut-Virus), Indiana-Vesicular-Stomatitis-Virus |

- Gattung Almendravirus
  - Spezies Almendravirus almendras mit Puerto Almendras almendravirus
  - Spezies Almendravirus arboretum mit Arboretum virus
  - Spezies Almendravirus balsa mit Balsa virus
  - Spezies Almendravirus chico mit Rio Chico virus
  - Spezies Almendravirus cootbay mit Coot Bay virus
  - Spezies Almendravirus menghai mit Menghai virus
  - Spezies Almendravirus xianshan mit Xiangshan rhabdo-like virus 1

- Gattung Alphanemrhavirus
  - Spezies Alphanemrhavirus bangkok mit Rattus tanezumi rhabdovirus 1
  - Spezies Alphanemrhavirus sodak mit Sodak rhabdovirus 1
  - Spezies Alphanemrhavirus xingshan mit  Xingshan nematode virus 4
  - Spezies Alphanemrhavirus xinzhou mit Xinzhou nematode virus 4

- Gattung Alphapaprhavirus
  - Spezies Alphapaprhavirus hubei mit Hubei lepidoptera virus 2
  - Spezies Alphapaprhavirus pararge mit Pararge aegeria rhabdovirus

- Gattung Alpharicinrhavirus
  - Spezies Alpharicinrhavirus blanchseco mit Blanchseco virus
  - Spezies Alpharicinrhavirus bole mit Bole tick virus 2
  - Spezies Alpharicinrhavirus hubei mit Hubei tick rhabdovirus 1
  - Spezies Alpharicinrhavirus wuhan mit Wuhan tick virus 1

- Gattung Amplylivirus
  - Spezies Amplylivirus cinereus mit Frog lyssa-like virus 1

- Gattung Arurhavirus
  - Spezies Arurhavirus aruac mit Aurac virus
  - Spezies Arurhavirus inhangapi mit Inhangapi virus
  - Spezies Arurhavirus santabarbara mit Santa Barbara virus
  - Spezies Arurhavirus xiburema mit Xiburema virus

- Gattung Barhavirus
  - Spezies Barhavirus bahia mit Bahia Grande virus und Harlingen virus
  - Spezies Barhavirus muir mit Muir Springs virus

- Gattung Caligrhavirus
  - Spezies Caligrhavirus caligus mit Caligus rogercresseyi rhabdovirus
  - Spezies Caligrhavirus lepeophtheirus (früher Lepeophtheirus caligrhavirus, ehem. Typus) mit Lepeophtheirus salmonis rhabdovirus 127
  - Spezies Caligrhavirus salmonlouse mit Lepeophtheirus salmonis rhabdovirus 9

- Gattung Cetarhavirus
  - Spezies Cetarhavirus laganorhynchus mit Dolphin rhabdovirus
  - Spezies Cetarhavirus phocoena mit Harbour porpoise rhabdovirus

- Gattung Curiovirus
  - Spezies Curiovirus curionopolis (ehem. Typus) mit Curionopolis virus
  - Spezies Curiovirus iriri mit Iriri virus
  - Spezies Curiovirus itacaiunas mit Itacaiunas virus
  - Spezies Curiovirus rochambeau mit Rochambeau virus

- Gattung Ephemerovirus
  - Spezies Ephemerovirus adelaide mit Adelaide River virus
  - Spezies Ephemerovirus berrimah mit Berrimah virus
  - Spezies Ephemerovirus febris (ehem. Typus) mit Bovine ephemeral fever virus
  - Spezies Ephemerovirus guangdong mit Porcine ephemerovirus 2
  - Spezies Ephemerovirus hayes mit Hayes Yard virus
  - Spezies Ephemerovirus henan mit Porcine ephemerovirus 1
  - Spezies Ephemerovirus kent mit New Kent County virus
  - Spezies Ephemerovirus kimberley mit Kimberley virus und Malakal virus
  - Spezies Ephemerovirus koolpinyah mit Koolpinyah virus
  - Spezies Ephemerovirus kotonkan mit Kotonkan virus
  - Spezies Ephemerovirus obodhiang mit Obodhiang virus
  - Spezies Ephemerovirus puchong mit Puchong virus
  - Spezies Ephemerovirus yata mit Yata virus

- Gattung Hapavirus
  - Spezies Hapavirus bangoran mit Bangoran virus
  - Spezies Hapavirus flanders (ehem. Typus) mit Flanders virus
  - Spezies Hapavirus graylodge mit Gray Lodge virus
  - Spezies Hapavirus hartpark mit Hart Park virus
  - Spezies Hapavirus holmes mit Holmes Jungle virus
  - Spezies Hapavirus joinjakaka mit Joinjakaka virus
  - Spezies Hapavirus kamese mit Kamese virus
  - Spezies Hapavirus lajoya mit La Joya virus
  - Spezies Hapavirus landjia mit Landjia virus
  - Spezies Hapavirus manitoba mit Manitoba virus
  - Spezies Hapavirus marco mit Marco virus
  - Spezies Hapavirus mosqueiro mit Mosqueiro virus
  - Spezies Hapavirus mossuril mit Mossuril virus
  - Spezies Hapavirus ngaingan mit Ngaingan virus
  - Spezies Hapavirus ord mit Ord River virus
  - Spezies Hapavirus parry mit Parry Creek virus
  - Spezies Hapavirus porton mit Porton virus
  - Spezies Hapavirus wongabel mit Wongabel virus

- Gattung Ledantevirus
  - Spezies Ledantevirus kern mit Kern Canyon virus
  - Spezies Ledantevirus keuraliba mit Keuraliba virus
  - Spezies Ledantevirus kolente mit Kolente virus
  - Spezies Ledantevirus kumasi mit Kumasi rhabdovirus
  - Spezies Ledantevirus ledantec (ehem. Typus) mit Le Dantec virus
  - Spezies Ledantevirus longquan mit Longquan Niviventer coninga ledantevirus 1
  - Spezies Ledantevirus nishimuro mit Nishimuro virus
  - Spezies Ledantevirus nkolbisson mit Nkolbisson virus
  - Spezies Ledantevirus oita mit Oita virus
  - Spezies Ledantevirus taiyi mit Taiyi bat virus
  - Spezies Ledantevirus vaprio mit Vaprio virus
  - Spezies Ledantevirus wenzhou mit Wenzhou Rhinolophus pusillus ledantevirus 1
  - Spezies Ledantevirus wuhan mit Wuhan louse fly virus 5
  - Spezies Ledantevirus yongjia mit Yongjia tick virus 2

- Gattung Lostrhavirus
  - Spezies Lostrhavirus hyalomma mit Xinjiang tick rhabdovirus
  - Spezies Lostrhavirus lonestar mit Lone star tick rhabdovirus

- Gattung Lyssavirus
  - Spezies Lyssavirus aravan mit Aravan virus
  - Spezies Lyssavirus australis mit Australian bat lyssavirus (Australisches Fledermaus-Lyssavirus)
  - Spezies Lyssavirus bokeloh mit Bokeloh bat lyssavirus
  - Spezies Lyssavirus caucasicus mit West Caucasian bat virus
  - Spezies Lyssavirus duvenhage mit Duvenhage virus (Duvenhage-Virus)
  - Spezies Lyssavirus formosa mit Taiwan bat lyssavirus
  - Spezies Lyssavirus gannoruwa mit Gannoruwa bat lyssavirus
  - Spezies Lyssavirus hamburg mit European bat lyssavirus 1 (Europäisches Fledermaus-Lyssavirus 1)
  - Spezies Lyssavirus helsinki mit European bat lyssavirus 2 (Europäisches Fledermaus-Lyssavirus 2)
  - Spezies Lyssavirus ikoma mit Ikoma lyssavirus
  - Spezies Lyssavirus irkut mit Irkut virus
  - Spezies Lyssavirus khujand mit Khujand virus
  - Spezies Lyssavirus lagos mit Lagos bat virus (Lagos-Fledermausvirus)
  - Spezies Lyssavirus lleida mit Lleida bat lyssavirus
  - Spezies Lyssavirus mokola (früher Mokola lyssavirus) mit Mokola virus (Mokola-Virus)
  - Spezies Lyssavirus rabies (früher Rabies lyssavirus, ehem. Typus) mit Rabies virus (Rabies-Virus alias Tollwut-Virus)
  - Spezies Lyssavirus shimoni mit Shimoni bat virus

- Gattung Merhavirus
  - Spezies Merhavirus merida mit Merida virus
  - Spezies Merhavirus tritaeniorhynchus mit Culex tritaeniorhynchus rhabdovirus

- Gattung Mousrhavirus
  - Spezies Mousrhavirus moussa mit Moussa virus

- Gattung Ohlsrhavirus
  - Spezies Ohlsrhavirus angeles mit Culex rhabdo-like virus Los Angeles
  - Spezies Ohlsrhavirus culex mit Culex rhabdo-like virus
  - Spezies Ohlsrhavirus lobeira mit Lobeira virus
  - Spezies Ohlsrhavirus northcreek mit North Creek virus
  - Spezies Ohlsrhavirus ohlsdorf mit Ohlsdorf virus
  - Spezies Ohlsrhavirus pseudovishnui mit Culex pseudovishnui rhabdo-like virus
  - Spezies Ohlsrhavirus riverside mit Riverside virus
  - Spezies Ohlsrhavirus tongilchon mit Tongilchon virus 1

- Gattung Perhabdovirus
  - Spezies Perhabdovirus anguilla mit Eel virus European X und Eel virus American
  - Spezies Perhabdovirus leman mit Leman virus
  - Spezies Perhabdovirus perca (ehem. Typus) mit Perch rhabdovirus
  - Spezies Perhabdovirus trutta mit Lake trout rhabdovirus

- Gattung Replylivirus
  - Spezies Replylivirus allogus mit Anole lyssa-like virus 1

- Gattung Sawgrhavirus
  - Spezies Sawgrhavirus sawgrass mit Sawgrass virus

- Gattung Scophrhavirus
  - Spezies Scophrhavirus chanodychthys mit Wuhan redfin culter dimarhabdovirus
  - Spezies Scophrhavirus maximus mit Scophthalmus maximus rhabdovirus

- Gattung Sigmavirus
  - Spezies Sigmavirus affinis mit Drosophila affinis sigmavirus
  - Spezies Sigmavirus ananassae mit Drosophila ananassae sigmavirus
  - Spezies Sigmavirus capitata mit Ceratitis capitata sigmavirus
  - Spezies Sigmavirus domestica mit Wuhan fly virus 2
  - Spezies Sigmavirus hippoboscid mit Wuhan louse fly virus 9
  - Spezies Sigmavirus hubei mit Hubei diptera virus 9
  - Spezies Sigmavirus immigrans mit Drosophila immigrans sigmavirus
  - Spezies Sigmavirus lousefly mit Wuhan louse fly virus 10
  - Spezies Sigmavirus melanogaster (ehem. Typus) mit Drosophila melanogaster sigmavirus
  - Spezies Sigmavirus muscina mit Muscina stabulans sigmavirus
  - Spezies Sigmavirus myga mit Hubei diptera virus 10
  - Spezies Sigmavirus obscura mit Drosophila obscura sigmavirus
  - Spezies Sigmavirus shayang mit Shayang fly virus 2
  - Spezies Sigmavirus sichuan mit Apis rhabdovirus 3
  - Spezies Sigmavirus sturtevanti mit Drosophila sturtevanti sigmavirus
  - Spezies Sigmavirus tristis mit Drosophila tristis sigmavirus
  - Spezies Sigmavirus tuva mit Aksy-Durug Melophagus sigmavirus
  - Spezies Sigmavirus wuhan mit Wuhan house fly virus 1
  - Spezies Sigmavirus ying mit Hubei dimarhabdovirus 1
  - Spezies Sigmavirus yushu mit Yushu rhabdovirus

- Gattung Siniperhavirus
  - Spezies Siniperhavirus chuatsi mit Siniperca chuatsi rhabdovirus, Chinese rice-field eel rhabdovirus, Hybrid snakehead rhabdovirus und Micropterus salmoides rhabdovirus
  - Spezies Siniperhavirus zoarces mit Eelpout rhabdovirus

- Gattung Sprivivirus
  - Spezies Sprivivirus cyprinus (ehem. Typus) mit Spring viremia of carp virus
  - Spezies Sprivivirus esox mit Pike fry rhabdovirus, Grass carp rhabdovirus und Tench rhabdovirus

- Gattung Sripuvirus
  - Spezies Sripuvirus almpiwar mit Almpiwar virus
  - Spezies Sripuvirus chaco mit Chaco virus
  - Spezies Sripuvirus charleville mit Charleville virus
  - Spezies Sripuvirus cuiaba mit Cuiaba virus
  - Spezies Sripuvirus hainan mit Hainan black-spectacled toad rhabdovirus
  - Spezies Sripuvirus madureira mit Sena Madureira virus
  - Spezies Sripuvirus niakha (ehem. Typus) mit Niakha virus
  - Spezies Sripuvirus sripur mit Sripur virus

- Gattung Sunrhavirus
  - Spezies Sunrhavirus alexandria mit Burg el Arab virus
  - Spezies Sunrhavirus bimbo mit Bimbo virus
  - Spezies Sunrhavirus boteke mit Boteke virus
  - Spezies Sunrhavirus dillard mit Dillard's Draw virus
  - Spezies Sunrhavirus garba mit Garba virus
  - Spezies Sunrhavirus harrison mit Harrison Dam virus
  - Spezies Sunrhavirus kolongo mit Kolongo virus
  - Spezies Sunrhavirus kwatta mit Kwatta virus
  - Spezies Sunrhavirus matariya mit Matariya virus
  - Spezies Sunrhavirus nasoule mit Nasoule virus
  - Spezies Sunrhavirus oakvale mit Oak Vale virus
  - Spezies Sunrhavirus ouango mit Ouango virus
  - Spezies Sunrhavirus sandjimba mit Sandjimba virus
  - Spezies Sunrhavirus sunguru mit Sunguru virus
  - Spezies Sunrhavirus walkabout mit Walkabout Creek virus

- Gattung Thriprhavirus
  - Spezies Thriprhavirus intonsa mit Hangzhou Frankliniella intonsa rhabdovirus 1
  - Spezies Thriprhavirus tabaci mit Thrips tabaci associated dimarhabdovirus 1

- Gattung Tibrovirus
  - Spezies Tibrovirus alphaekpoma mit Ekpoma virus 1
  - Spezies Tibrovirus beatrice mit Beatrice Hill virus
  - Spezies Tibrovirus betaekpoma mit Ekpoma virus 2
  - Spezies Tibrovirus coastal mit Coastal Plains virus
  - Spezies Tibrovirus congo mit Bas-Congo virus (Bas-Congo-Virus, BASV)
  - Spezies Tibrovirus mundri mit Mundri virus
  - Spezies Tibrovirus sweetwater mit Sweetwater Branch virus
  - Spezies Tibrovirus tibrogargan (ehem. Typus) mit Tibrogargan virus und Bivens Arm virus

- Gattung Tupavirus (zu unterscheiden von Tupanvirus)
  - Spezies Tupavirus durham (ehem. Typus) mit Durham virus
  - Spezies Tupavirus klamath mit Klamath virus
  - Spezies Tupavirus laniger mit Wenzhou Myotis laniger tupavirus 1
  - Spezies Tupavirus pearsonii mit Wufeng Rhinolophus pearsonii tupavirus 1
  - Spezies Tupavirus tupaia mit Tupaia rhabdovirus

- Gattung Vesiculovirus
  - Spezies Vesiculovirus alagoas mit Vesicular stomatitis Alagoas virus (Alagoas-Vesicular-Stomatitis-Virus, VSAV oder VSV-AV)
  - Spezies Vesiculovirus bogdanovac mit Yug Bogdanovac virus
  - Spezies Vesiculovirus carajas mit Carajás virus
  - Spezies Vesiculovirus chandipura mit Chandipura virus
  - Spezies Vesiculovirus cocal mit Cocal virus
  - Spezies Vesiculovirus eptesicus mit American bat vesiculovirus
  - Spezies Vesiculovirus indiana mit Vesicular stomatitis Indiana virus (Indiana-Vesicular-Stomatitis-Virus, VSIV oder VSV-IN)
  - Spezies Vesiculovirus isfahan mit Isfahan virus
  - Spezies Vesiculovirus jurona mit Jurona virus
  - Spezies Vesiculovirus malpais mit Malpais Spring virus
  - Spezies Vesiculovirus maraba mit Maraba virus
  - Spezies Vesiculovirus mediterranean mit Mediterranean bat virus
  - Spezies Vesiculovirus mejal mit Mejal virus
  - Spezies Vesiculovirus morreton mit Morreton virus
  - Spezies Vesiculovirus newjersey mit Vesicular stomatitis New Jersey virus (New-Jersey--Vesicular-Stomatitis-Virus, VSNJV oder VSV-NJ)
  - Spezies Vesiculovirus perinet mit Perinet virus
  - Spezies Vesiculovirus piry mit Piry virus
  - Spezies Vesiculovirus radi mit Radi virus
  - Spezies Vesiculovirus rhinolophus mit Jinghong bat virus und Qiongzhong bat virus
  - Spezies Vesiculovirus wufeng mit Wufeng Myotis altarium vesiculovirus 1
  - Spezies Vesiculovirus yinshui mit Yinshui bat virus

- Gattung Zarhavirus
  - Spezies Zarhavirus zahedan mit Zahedan rhabdovirus

| ● | Unterfamilie Betarhabdovirinae mit Lettuce big-vein associated varicosavirus, Strawberry crinkle virus, Lettuce necrotic yellows virus |

- Gattung Alphanucleorhabdovirus (früher Nucleorhabdovirus, aufgeteilt)
  - Spezies Alphanucleorhabdovirus agavis mit Agave tequilana virus 1
  - Spezies Alphanucleorhabdovirus artemisiae mit Artemisia capillaris nucleorhabdovirus 1
  - Spezies Alphanucleorhabdovirus colocasiae mit Taro vein chlorosis virus
  - Spezies Alphanucleorhabdovirus constrictae mit Constricta yellow dwarf virus
  - Spezies Alphanucleorhabdovirus joa mit Joa yellow blotch associated virus
  - Spezies Alphanucleorhabdovirus maydis mit Maize mosaic virus
  - Spezies Alphanucleorhabdovirus melongenae mit Eggplant mottled dwarf virus
  - Spezies Alphanucleorhabdovirus morogoromaydis mit Morogoro maize-associated virus
  - Spezies Alphanucleorhabdovirus oryzae mit Rice yellow stunt virus und Rice transitory yellowing virus
  - Spezies Alphanucleorhabdovirus physostegiae mit Physostegia chlorotic mottle virus
  - Spezies Alphanucleorhabdovirus pruni mit Peach virus 1
  - Spezies Alphanucleorhabdovirus tritici mit Wheat yellow striate virus
  - Spezies Alphanucleorhabdovirus tuberosum (ehem. Typus) mit Potato yellow dwarf virus
  - Spezies Alphanucleorhabdovirus zeairanense mit Maize Iranian mosaic virus

- Gattung Betanucleorhabdovirus (früher Nucleorhabdovirus, aufgeteilt)
  - Spezies Betanucleorhabdovirus asclepiadis mit Asclepias syriaca virus 2
  - Spezies Betanucleorhabdovirus bacopae mit Bacopa monnieri virus 2
  - Spezies Betanucleorhabdovirus cardamomi mit Cardamom vein clearing virus
  - Spezies Betanucleorhabdovirus cnidii mit Cnidium virus 1
  - Spezies Betanucleorhabdovirus daturae mit Datura yellow vein virus
  - Spezies Betanucleorhabdovirus loti mit Birds-foot trefoil-associated virus
  - Spezies Betanucleorhabdovirus mali mit Apple rootstock virus A
  - Spezies Betanucleorhabdovirus medicagonis mit Alfalfa-associated nucleorhabdovirus
  - Spezies Betanucleorhabdovirus plectranthi mit Plectranthus aromaticus virus 1
  - Spezies Betanucleorhabdovirus retesonchi mit Sonchus yellow net virus
  - Spezies Betanucleorhabdovirus rhododendri mit Rhododendron delavayi virus 1
  - Spezies Betanucleorhabdovirus ribes mit Blackcurrant-associated rhabdovirus
  - Spezies Betanucleorhabdovirus venasonchi mit Sowthistle yellow vein virus
  - Spezies Betanucleorhabdovirus zanthoxyli mit Zhuye pepper nucleorhabdovirus

- Gattung Gammanucleorhabdovirus (früher Nucleorhabdovirus, aufgeteilt)
  - Spezies Gammanucleorhabdovirus maydis mit Maize fine streak virus

- Gattung Cytorhabdovirus
  - Spezies Cytorhabdovirus actinidiae mit Actinidia virus D
  - Spezies Cytorhabdovirus alphatrifolii mit Trifolium pratense virus A
  - Spezies Cytorhabdovirus alphawuhaninsectum mit Wuhan insect virus 4
  - Spezies Cytorhabdovirus anthurii mit Anthurium amnicola virus 1
  - Spezies Cytorhabdovirus asclepiadis mit Asclepias syriaca virus 1
  - Spezies Cytorhabdovirus bacopae mit Bacopa monnieri virus 1
  - Spezies Cytorhabdovirus bemisiae mit Bemisia tabaci-associated virus 1
  - Spezies Cytorhabdovirus betatrifolii mit Trifolium pratense virus B
  - Spezies Cytorhabdovirus betawuhaninsectum mit Wuhan insect virus 5
  - Spezies Cytorhabdovirus brassicae mit Broccoli necrotic yellows virus (BNYV)
  - Spezies Cytorhabdovirus brassicicolae mit Cabbage cytorhabdovirus 1
  - Spezies Cytorhabdovirus broussonetiae mit Paper mulberry mosaic associated virus
  - Spezies Cytorhabdovirus caricae mit Papaya virus E
  - Spezies Cytorhabdovirus chrysanthemi mit Chrysanthemum yellow dwarf associated virus
  - Spezies Cytorhabdovirus colocasiae mit Colocasia bobone disease-associated virus
  - Spezies Cytorhabdovirus cucurbitae mit Cucurbit cytorhabdovirus 1
  - Spezies Cytorhabdovirus festucae mit Festuca leaf streak virus
  - Spezies Cytorhabdovirus flaviyerbamate mit Yerba mate chlorosis-associated virus
  - Spezies Cytorhabdovirus fragariae mit Strawberry virus 1 und Strawberry-associated virus 1
  - Spezies Cytorhabdovirus fragariarugosus mit Strawberry crinkle virus (SCV)
  - Spezies Cytorhabdovirus gammawuhaninsectum mit Wuhan insect virus 6
  - Spezies Cytorhabdovirus glehniae mit Glehnia littoralis virus 1
  - Spezies Cytorhabdovirus gramineae mit Northern cereal mosaic virus (NCMV)
  - Spezies Cytorhabdovirus hordei mit Barley yellow striate mosaic virus (BYSMV)
  - Spezies Cytorhabdovirus kenyatuberosum mit Kenyan potato cytorhabdovirus
  - Spezies Cytorhabdovirus lactucamaculante mit Lettuce yellow mottle virus
  - Spezies Cytorhabdovirus lactucanecante (ehem. Typus) mit Lettuce necrotic yellows virus (LNYV)
  - Spezies Cytorhabdovirus lycopersici mit Tomato yellow mottle-associated virus
  - Spezies Cytorhabdovirus maydis mit Maize-associated cytorhabdovirus
  - Spezies Cytorhabdovirus maysflavostriatis mit Maize yellow striate virus
  - Spezies Cytorhabdovirus medicagonis mit Alfalfa dwarf virus
  - Spezies Cytorhabdovirus nymphaeae mit Nymphaea alba virus 1
  - Spezies Cytorhabdovirus orchidaceae mit Gymnadenia densiflora virus 1
  - Spezies Cytorhabdovirus oryzae mit Rice stripe mosaic virus
  - Spezies Cytorhabdovirus persimmon mit Persimmon virus A
  - Spezies Cytorhabdovirus rosae mit Rose virus R
  - Spezies Cytorhabdovirus rubus mit Raspberry vein chlorosis virus
  - Spezies Cytorhabdovirus sonchi mit Sonchus virus
  - Spezies Cytorhabdovirus tagetis mit Tagetes erecta virus 1
  - Spezies Cytorhabdovirus trachyspermi mit Trachyspermum ammi virus 1
  - Spezies Cytorhabdovirus trichosanthei mit Trichosanthes associated rhabdovirus 1
  - Spezies Cytorhabdovirus tritici mit Wheat American striate mosaic virus
  - Spezies Cytorhabdovirus yerbamate mit Yerba mate virus A

- Gattung Dichorhavirus
  - Spezies Dichorhavirus citri mit Citrus chlorotic spot virus
  - Spezies Dichorhavirus clerodendri mit Clerodendrum chlorotic spot virus
  - Spezies Dichorhavirus coffeae mit Coffee ringspot virus
  - Spezies Dichorhavirus leprosis mit Citrus leprosis virus N
  - Spezies Dichorhavirus orchidaceae (ehem. Typus) mit Orchid fleck dichorhavirus alias Orchid fleck virus

- Gattung Varicosavirus
  - Spezies Varicosavirus allii mit Allium angulosum virus 1
  - Spezies Varicosavirus alopecuri mit Alopecurus myosuroides varicosavirus 1
  - Spezies Varicosavirus brassicae mit Brassica rapa virus 1
  - Spezies Varicosavirus ipomoeae mit Morning glory varicosavirus
  - Spezies Varicosavirus lactucae mit Lettuce big vein-associated virus
  - Spezies Varicosavirus lolii mit Lolium perenne virus 1
  - Spezies Varicosavirus melampyri mit Melampyrum roseum virus 1
  - Spezies Varicosavirus pini mit Pinus flexilis virus 1
  - Spezies Varicosavirus trifolii mit Red clover associated varicosavirus
  - Spezies Varicosavirus vitis mit Vitis varicosavirus
  - Spezies Varicosavirus xinjiangense mit Xinjiang varicosavirus
  - Spezies Varicosavirus zosterae mit Zostera-associated varicosavirus 1

| ● | Unterfamilie Gammarhabdovirinae mit Egtved-Virus |

- Gattung Novirhabdovirus
  - Spezies Novirhabdovirus hirame mit Hirame rhabdovirus
  - Spezies Novirhabdovirus piscine (früher Piscine novirhabdovirus) mit Viral hemorrhagic septicemia virus (Virales hämorrhagisches Septikämievirus, VHSV, Egtved-Virus, Oncorhynchus 2 novirhabdovirus)
  - Spezies Novirhabdovirus salmonid (früher Salmonid novirhabdovirus, ehem. Typus) mit Infectious hematopoietic necrosis virus (IHNV)
  - Spezies Novirhabdovirus snakehead mit Snakehead rhabdovirus

| ● | ohne zugewiesene Unterfamilie |

- Gattung Alphacrustrhavirus
  - Spezies Alphacrustrhavirus wenling mit Wenling crustacean virus 10
  - Spezies Alphacrustrhavirus zhejiang mit Wenling crustacean virus 11

- Gattung Alphadrosrhavirus
  - Spezies Alphadrosrhavirus hubei mit Wuhan house fly virus 2
  - Spezies Alphadrosrhavirus shayang mit Shayang fly virus 3

- Gattung Alphahymrhavirus
  - Spezies Alphahymrhavirus cinereus mit Hymenopteran rhabdo-related virus 38
  - Spezies Alphahymrhavirus hirtum mit Hymenopteran rhabdo-related virus 109
  - Spezies Alphahymrhavirus neglectus mit Lasius neglectus virus 2
  - Spezies Alphahymrhavirus radians mit Hymenopteran rhabdo-related virus 46

- Gattung Betahymrhavirus
  - Spezies Betahymrhavirus austriaca mit Hymenopteran rhabdo-related virus 23
  - Spezies Betahymrhavirus heterodontonyx mit Hymenopteran rhabdo-related virus 24

- Gattung Betanemrhavirus
  - Spezies Betanemrhavirus hubei mit Hubei rhabdo-like virus 9
  - Spezies Betanemrhavirus shayang mit Shayang ascaridia galli virus 2

- Gattung Betapaprhavirus
  - Spezies Betapaprhavirus frugiperda mit Spodoptera frugiperda rhabdovirus
  - Spezies Betapaprhavirus sylvina mit Lepidopteran rhabdo-related virus 34

- Gattung Betaricinrhavirus
  - Spezies Betaricinrhavirus chimay mit Chimay rhabdovirus
  - Spezies Betaricinrhavirus scapularis mit Blacklegged tick rhabdovirus 1

### GattungVesiculovirus(Vesiculoviren)
Zu den Vesiculoviren gehört das Vesicular-Stomatitis-Indiana-Virus (VSV, Spezies Vesiculovirus indiana), welches bei Tieren Stomatitis vesicularis (Mundschleimhautentzündung mit Bläschenbildung) auslöst und auch auf den Menschen übertragbar ist.

### GattungLyssavirus(Lyssaviren)
Die Lyssaviren umfassen das die Tollwut bei Tier und Mensch verursachende Rabiesvirus, das australische Fledermaus-Lyssavirus, das Duvenhage-Virus, zwei europäische Fledermaus-Lyssaviren, das Lagos-Fledermausvirus, sowie das Mokola-Virus. Die Viren haben üblicherweise entweder eine spiralenförmige oder kubische Symmetrie, dabei haben Lyssaviren eine spiralenförmige Symmetrie, d. h. ihre ansteckenden Partikel haben ungefähr zylindrische Gestalt. Dies ist eigentlich für Viren typisch, die Pflanzen befallen; Menschen befallende Viren haben im Allgemeinen eher Kubiksymmetrie und nehmen Gestalten an, die regelmäßigen Polyedern nahekommen.